# Eichwerder Moorwiesen
Eichwerder Moorwiesen este o arie protejată (arie specială de conservare — SAC, sit de importanță comunitară — SCI) din Germania întinsă pe o suprafață de 118,69 ha, integral pe uscat.

## Localizare
Centrul sitului Eichwerder Moorwiesen este situat la coordonatele 52°37′39″N 13°21′23″E / 52.6275°N 13.3564°E.

## Înființare
Situl Eichwerder Moorwiesen a fost declarat sit de importanță comunitară în septembrie 2000.

## Biodiversitate
Situată în ecoregiunea continentală, aria protejată conține 4 habitate naturale: Vegetație psamofilă uscată cu pășuni deschise de Corynephorus și Agrostis, Cursuri de apă de la nivel de câmpie la nivel montan, cu vegetație Ranunculion fluitantis și Callitricho-Batrachion, Mlaștini alcaline, Păduri aluvionare cu Alnus glutinosa și Fraxinus excelsior (Alno-Padion, Alnion incanae, Salicion albae).
La baza desemnării sitului se află mai multe specii protejate:
- mamifere (1): vidră de râu (Lutra lutra)
- pești (1): țipar (Misgurnus fossilis)